# GHOST PARTY
「GHOST PARTY」（ゴースト・パーティ）は、Shiggy Jr.の2枚目のシングル。2015年10月14日にUNIVERSAL SIGMA（Universal Music）から発売された。初回限定盤にはミュージック・ビデオ等を収録したDVDが同梱。

## 概要
前作「サマータイムラブ」から4か月ぶりのシングル。今作のリリースは、2015年8月9日に行われたROCK IN JAPAN FESTIVALのステージ上で発表された。iTunes発売日の10月13日と14日の二日間限定で、500円で配信された。
ミュージック・ビデオは前作に引き続き、田辺秀伸が監督を務め、ペッパーズ・ゴーストという撮影手法が使われている。

## 収録曲
全作詞・作曲：原田茂幸 / 編曲：飛内将大
1. GHOST PARTY [3:57]
2. lovin' you [4:23]
3. GHOST PARTY (☆Taku's Future Jpop Remix) [4:45]
  - ☆Taku Takahashiによるリミックス。
4. GHOST PARTY (instrumental) [3:57]
5. lovin' you (instrumental) [4:21]

### iTunes限定盤
1. GHOST PARTY [3:57]
2. lovin' you [4:23]
3. GHOST PARTY (☆Taku's Future Jpop Remix) [4:45]
4. GHOST PARTY (TeddyLoid Poltergeist Remix) [5:33]
  - TeddyLoidによるリミックス。池田智子は「ゴースト感やパーティ感を残しながらも、よりクラブシーン向きなかなりかなりかっこいいremixに仕上げていただいた」と話している[3]。
5. GHOST PARTY (instrumental) [3:57]
6. lovin' you (instrumental) [4:21]

### DVD
- 初回限定盤のみ。

1. GHOST PARTY (music video)
2. GHOST PARTY (making of music video & photo session)
3. 「"ワンマン"スかこれ。vol.1」live digest
  - 2015年7月1日に渋谷CLUB QUATTROで開催されたワンマンライブの模様をダイジェストで収録[5]。